# Adele Goldberg
Adele Goldberg (Cleveland, Ohio, 22 de julho de 1945) é uma cientista da computação estadunidense, autora e co-autora de livros sobre a linguagem de programação Smalltalk-80, que é um software que simplificou a linguagem de programação, e foi a base de conhecimento e estrutura para muitas outras linguagens como Python, C e Java. Ela também desenvolveu muitos dos conceitos relacionados com programação orientada a objetos enquanto pesquisava no Xerox Palo Alto Research Center (PARC), na década de 1970.

## História
Na década de 1970 trabalhou no Xerox PARC, no desenvolvimento do Xerox Alto. Recusou-se a levar Steve Jobs para conhecer as instalações do laboratório, até que recebeu ordens superiores para fazê-lo, as quais acabou acatando com profundo desgosto (esta visita ao Xerox PARC foi o suficiente para que Jobs e equipe desenvolvessem, anos mais tarde, o computador Macintosh).
Atualmente, Goldberg trabalha para a Neometron, Inc., de Redwood City, Palo Alto, Califórnia. Em 1994 tornou-se fellow da Association for Computing Machinery.

## Obras selecionadas
- Smalltalk-80: The Language and Its Implementation (com David Robson), Addison-Wesley, 1983. ISBN 0-201-11371-6 (esgotado; conhecido como o "livro azul" entre programadores Smalltalk)
- Smalltalk-80: the Interactive Programming Environment, Addison-Wesley, 1984. ISBN 0-201-11372-4 (o "livro laranja")
- Smalltalk-80: The Language (com David Robson), Addison-Wesley, 1989. ISBN 0-201-13688-0 (o "livro púrpura", revisão do "livro azul")